# Спомен-биста Филипа Филиповића
Спомен-биста Филипа Филиповића налази се у Београду, на територији општине Вождовац.

## Локација
Спомен-биста Филипа Филиповића постављена је испред Основне школе "Филип Филиповић", у Булевару ослобођења.

## Филип Филиповић
Филип Филиповић, комунистичко партијско име у СССР-у - Бошко Бошковић (Чачак, 9/21. јун 1878 — Москва, 8. април 1938), српски наставник математике, политичар комунистичке оријентације, револуционар, један од оснивача Социјалистичке радничке партије у Краљевини Срба, Хрвата и Словенаца, први секретар КПЈ.

## У његову част
Године 1980. редитељ Милош Радивојевић, снимио је филм Снови, живот, смрт Филипа Филиповића, а улогу Филипа Филиповића је тумачио глумац Александар Берчек.
Кућа у Таковској улици у Београду у којој је живео и радио од 1912, саграђена крајем 19. или почетком 20. века, која по својој концепцији припада типу двојних кућа, била је заштићени споменик културе од 1984, али је упркос томе срушена 2018. године.